# System sprężonego powietrza
System sprężonego powietrza – zespół urządzeń służących do wytwarzania, uzdatniania, dystrybucji i magazynowania sprężonego powietrza, a także urządzenia odbiorniki sprężonego powietrza. Do wytwarzanie sprężonego powietrza służą sprężarki powietrza. Uzdatnianie odbywa się za pomocą chłodnic, osuszaczy, separatorów wody i filtrów sprężonego powietrza. Powietrze jest magazynowane w zbiornikach ciśnieniowych, natomiast dystrybuowane za pomocą systemu rur. Odbiornikami sprężonego powietrza są narzędzia, maszyny i procesy przemysłowe zasilane pneumatycznie (np. maszyny pakujące, systemy transportu, automatyka i roboty przemysłowe). Występują dwa podstawowe rodzaje systemów sprężonego powietrza:

- Systemy bezolejowe - stosowane w aplikacjach, które nie tolerują nawet najmniejszej zawartości oleju w sprężonym powietrzu (najczęściej system taki wyposażony jest w sprężarkę bezolejową).
- Systemy olejowe - stosowane w mniej wymagających aplikacjach (system ze sprężarką z olejem w komorze sprężania)[3].

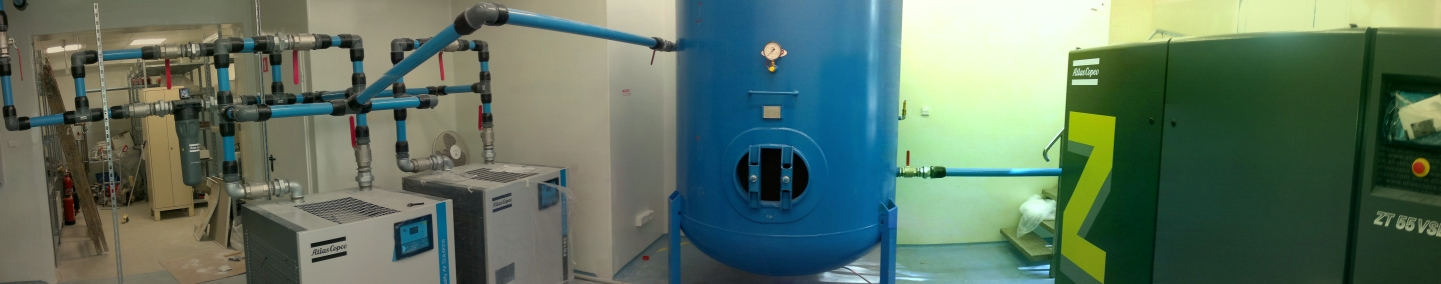
Bezolejowy system sprężonego powietrza